# Кремниста бронза
Кремниста бронза — бронза, в якій основним легуючим компонентом є кремній, присутній у сплавах в кількості 3...4%, іноді до 5%. Найбільша розчинність кремнію у міді становить 6,7% при температурі 726 °C, з пониженням температури розчинність зменшується і при 350 °C становить 3,9%. механічні властивості міді, яка містить до 3% Si, покращуються, збільшується міцність і пластичність, але при подальшому підвищенні вмісту кремнію зменшується деформівність.

## Хімічний склад
Кремнисті бронзи (за ГОСТ 18175–72)
| Марка сплаву за ГОСТ | Марка сплаву за ISO | Si          | Mn         | Ni         | Призначення                                                                   |
| -------------------- | ------------------- | ----------- | ---------- | ---------- | ----------------------------------------------------------------------------- |
| БрКМц 3–1            | CuSi3Mn1            | 2,75...3,5% | 1,0...1,5% |            | Пружини, труби, втулки у суднобудуванні, авіації, хімічної промисловості.     |
| БрКН 1–3             |                     | 0,6...1,1%  | 0,1...0,4% | 2,4...3,4% | Втулки, клапани, болти, та інші деталі для роботи в морській і стічних водах. |

Додавання нікелю і марганцю підвищує корозійну стійкість та покращує механічні властивості, а свинцю — антифрикційні властивості.
При збільшенні вмісту кремнію проявляється тверда і крихка фаза, котра приводить до зменшення пластичності. 

## Механічні властивості
- Температура плавлення (солідус)  910 °C;
- Густина 8,5 кг/дм³;
- Відносне видовження 40%;
- Температура плавлення (ліквідус) 1025 °C;
- Границя міцності на розтяг 343...392 МПа;
- Твердість за Бріннелем 66...77 HB.

## Хімічні властивості
Кремнисті бронзи стійкі в сухому хлорі, бромі, фторі, фторо- і хлороводню, сірчистому газі, аміаку, в розведених розчинах лугів, в сірчаній кислоті (до 92%-ної) при температурі 50 °C і стійкі до атмосферної корозії.

## Використання
Кремнисті бронзи постачаються у вигляді аркушів, смуг, стрічок, прутків, профілів, дроту, поковок. 
Загартування бронзи БрКН1-3 проводиться за температур 850...875 °C, відпуск при 450...475 °C. Обробка тиском проводиться в інтервалі температур 800...960 °C. Бронза БрКМц3-1 має структуру однорідного твердого розчину і легко обробляється тиском. У нагартованому стані застосовується для пружин і пружних деталей, а також замість олов'янофосфористих і олов'яноцинкових бронз для деталей різного призначення. З бронзи БрКН1-3 виготовляються зносостійкі деталі, що працюють при підвищених температурах. Кремнисті бронзи, додатково леговані марганцем, в результаті значної холодної деформації набувають підвищеної міцності та пружності і у вигляді стрічок чи дроту використовуються для виготовлення різноманітних пружних елементів.